# Provinz Vientiane
Vientiane (laotisch ແຂວງວຽງຈັນ, ALA-LC: Khwǣng Vīang Chan) ist eine Provinz (Khwaeng) in Zentral-Laos. Die Hauptstadt der Provinz ist Muang Phôn-Hông.

## Geographie
Die Provinz Vientiane liegt im Nordwesten des Landes. Die benachbarten Provinzen sind (von Südwesten im Uhrzeigersinn): Sainyabuli, Luang Prabang, Xieng Khouang, Saysomboun und die Präfektur Vientiane.
Nach Südosten bildet der Mekong die Grenze nach Thailand. Auf dem gegenüberliegenden Ufer liegt die thailändische Provinz Loei.
Im Osten der Provinz befindet sich der Berg Phu Bia, mit 2850 Metern die höchste Erhebung in Laos und der höchste Gipfel des Truong-Son-Gebirges. Im Zentrum der Provinz liegt der 370 km² große Nam-Ngum-Stausee, der durch eine Talsperre am Fluss Nam Ngum angestaut wird. Teile der Provinz sind als Nationale Biodiversitäts-Schutzgebiete ausgewiesen: Phou Khao Khouay und Phou Phanang, beide im Süden der Provinz.
|

## Geschichte
Im Jahr 1989 wurde die Provinz in zwei Teile aufgespalten, die Präfektur Vientiane, die unter anderem die Hauptstadt Vientiane enthielt, sowie das übrige Gebiet, die Provinz Vientiane.
Als die Sonderzone Sonderzone Xaysomboun aufgelöst wurde, wurde im Jahr 2004 der Distrikt Hom und 2006 der Distrikt Xaysomboun der Provinz hinzugefügt. Saysomboun wurde 2013 als Provinz neu errichtet.

## Verwaltungsgliederung
Die Provinz besteht aus den folgenden elf Distrikten (ເມືອງ - [mʉ̄aṅ]):
| Karte | Code       | Distrikt   | Lao |
| ----- | ---------- | ---------- | --- |
|       |            |            |     |
| 10-01 | Phonhong   | ໂພນໂຮງ     |     |
| 10-02 | Thoulakhom | ທຸລະຄົມ      |     |
| 10-03 | Keo Oudom  | ແກ້ວອຸດົມ     |     |
| 10-04 | Kasy       | ກາສີ        |     |
| 10-05 | Vang Vieng | ວັງວຽງ      |     |
| 10-06 | Feuang     | ເຟືອງ       |     |
| 10-07 | Xanakharm  | ຊະນະຄາມ    |     |
| 10-08 | Mad        | ແມດ        |     |
| 10-09 | Viengkham  | ວຽງຄຳ      |     |
| 10-10 | Hinherb    | ຫີນເຫີບ      |     |
| 10-11 | Meun       | ໝື່ນ         |     |
| 10-11 | Hom        | ເມືອງໝື່ນ     |     |
| 10-12 | Xaysomboun | ເມືອງໄຊສົມບູນ |     |